# Marché d'intérêt national de Rungis
Le marché d'intérêt national de Rungis (MIN de Rungis), ou marché international de Rungis, est un marché d'intérêt national (MIN) situé à parts quasi-égales dans les communes de Rungis et de Chevilly-Larue, dans le département du Val-de-Marne en France.
Il constitue le marché central de Paris, destiné à alimenter les professionnels de toute la région Île-de-France. C'est aussi le plus grand marché de produits agricoles au monde.

## Historique

Ancien logo du marché.

Le marché de gros approvisionnant Paris était auparavant situé dans le centre de la ville, dans les anciennes halles centrales construites par Baltard. Après la Seconde Guerre mondiale, avec la forte croissance économique des Trente Glorieuses, la population francilienne augmente considérablement, et la demande se diversifie. Les halles Baltard voient ainsi croître leur activité au point de devenir trop exiguës, mais leur emplacement au cœur de la capitale ne permet pas d'envisager une extension et pose des problèmes d'accès.
Le 30 septembre 1953, les pouvoirs publics décident de créer une chaîne de marchés d'intérêt national (MIN) dans plusieurs grandes villes de France, dont Paris doit faire partie.
Il reste alors à choisir un site en région parisienne. En raison du point de rencontre que doit représenter le marché aussi bien pour les marchandises, que pour les vendeurs, les acheteurs et les moyens d'informations, le terrain doit se trouver au carrefour des grandes voies ferroviaires, routières et aériennes. Il doit également offrir des possibilités d'évolution pour l'avenir.
Après l'élimination de plusieurs hypothèses, le choix se porte le 14 mars 1960 sur les communes de Chevilly-Larue et Rungis, où se trouvent à l'époque de vastes terres agricoles susceptibles d'être converties en parcelles constructibles. Situées à 7 kilomètres de Paris, au carrefour de nombreuses voies de communication et à proximité immédiate de l'aéroport d'Orly, elles correspondent parfaitement aux exigences pour l'établissement d'un marché moderne et fonctionnel.
Six cents hectares de terrain font l'objet de deux déclarations d'utilité publique, le 1er décembre 1961 et le 3 décembre 1963, tandis que le marché est officiellement institué le 13 juillet 1962.
Le premier coup de pioche est donné le 11 février 1964. Il faut entre autres niveler 3 millions de m3 de terre, déplacer les aqueducs de la Vanne, du Loing et du Lunain, regrouper une série de lignes à haute tension d'EDF et les disposer sur des portiques de 104 mètres de large, raccorder le réseau SNCF et le réseau routier, construire 25 km de voirie et 35 hectares de parkings, poser 66 500 m de canalisations, installer 4 500 lignes de téléphone, 350 lignes de télex et 250 postes de réseau intérieur de télévision.
Après 5 ans de travaux gérés par le cabinet d'architecture et maîtrise d'œuvre Georges Philippe et Henri Colboc, le transfert des halles de Paris vers Rungis et la La Villette a lieu entre le 27 février et le 1er mars 1969. Cette opération, considérée à l'époque comme étant le « déménagement du siècle », concerna 20 000 personnes, 1 000 entreprises de gros, 10 000 m3 de matériel, 5 000 tonnes de marchandises et 1 500 camions.
Le nouveau site ouvre officiellement ses portes les 3 et 4 mars 1969.
Il comportait alors :
- 1 pavillon de la marée ;
- 9 pavillons fruits et légumes ;
- 4 pavillons pour les BOF (beurre – œuf – fromage) ;
- 1 pavillon des fleurs coupées ;
- le centre administratif.

Cependant, il reste encore le secteur des produits carnés (viandes, volailles, gibiers, abats) aux Halles de Paris. Avec le développement du transport frigorifique et la modernisation des abattoirs français, ces installations sont rapidement devenues inadaptées. Il est donc décidé de regrouper tous les produits agricoles à Rungis, et le déménagement du secteur des produits carnés a lieu le 15 janvier 1973 ; les chevillards de la Villette rejoignent donc le site.
Au fil du temps, de nombreux bâtiments sont réaménagés, restructurés, modernisés, afin de s'adapter aux évolutions de la consommation, aux besoins des clients et aux nouvelles normes d'hygiène et de sécurité alimentaire. Ainsi, au début du XXIe siècle, le pavillon des viandes est entièrement réhabilité, le nouveau pavillon de la marée est mis en service, le carreau des producteurs d'Île-de-France de fruits et légumes est créé, et une nouvelle zone logistique pour les entrepôts, Euro Delta, voit le jour.
En 2016, Stéphane Layani fait construire un nouveau pavillon dévolu aux produits issus de l'agriculture biologique certifiée. Il souhaite « pouvoir doubler l'offre issue de cette agriculture en cinq ans, de 100 000 à 200 000 tonnes ». Ce pavillon est inauguré en mai 2016 par le président de la République, François Hollande.

## Description
Le marché de Rungis est propriété de l'État français, mais géré par une société d'économie mixte, la Société d'économie mixte d'aménagement et de gestion du marché d'intérêt national de Rungis (SEMMARIS).
La concurrence y est particulièrement forte, en raison du grand nombre de grossistes qui sont au nombre de 1 400.
D’une superficie de 232 hectares avec plus de 72,7 hectares couverts (dont 47 hectares de bâtiments à usage commercial), il est approvisionné par camions, trains et avions (qui arrivent par l'aéroport d'Orly voisin) en provenance de toute l'Europe.
Le marché est particulièrement bien alimenté en légumes et fruits, produits de la mer, produits d'élevages, etc.
Il fonctionne essentiellement tard dans la nuit, vers 3-4 heures ; à 11 heures le matin, tous les rayons se vident. Avec onze bâtiments, répartis sur 66 hectares, le secteur des fruits et légumes est, de très loin, le plus étendu.
Chaque année, 10 000 prélèvements sont analysés par le laboratoire des services vétérinaires (DDCSPP), qui dispose d'appareils sophistiqués pour détecter les hormones dans les carcasses de veaux, les parasites dans le gibier, les toxines et les germes dans le poisson ou les conserves.
À l'approche des fêtes de fin d'année, le marché connaît un regain d'activité : 18 000 personnes s'agitent pour échanger en quelques semaines des centaines de milliers de tonnes de produits agricoles contre des milliards d'euros.

Entrées du marché
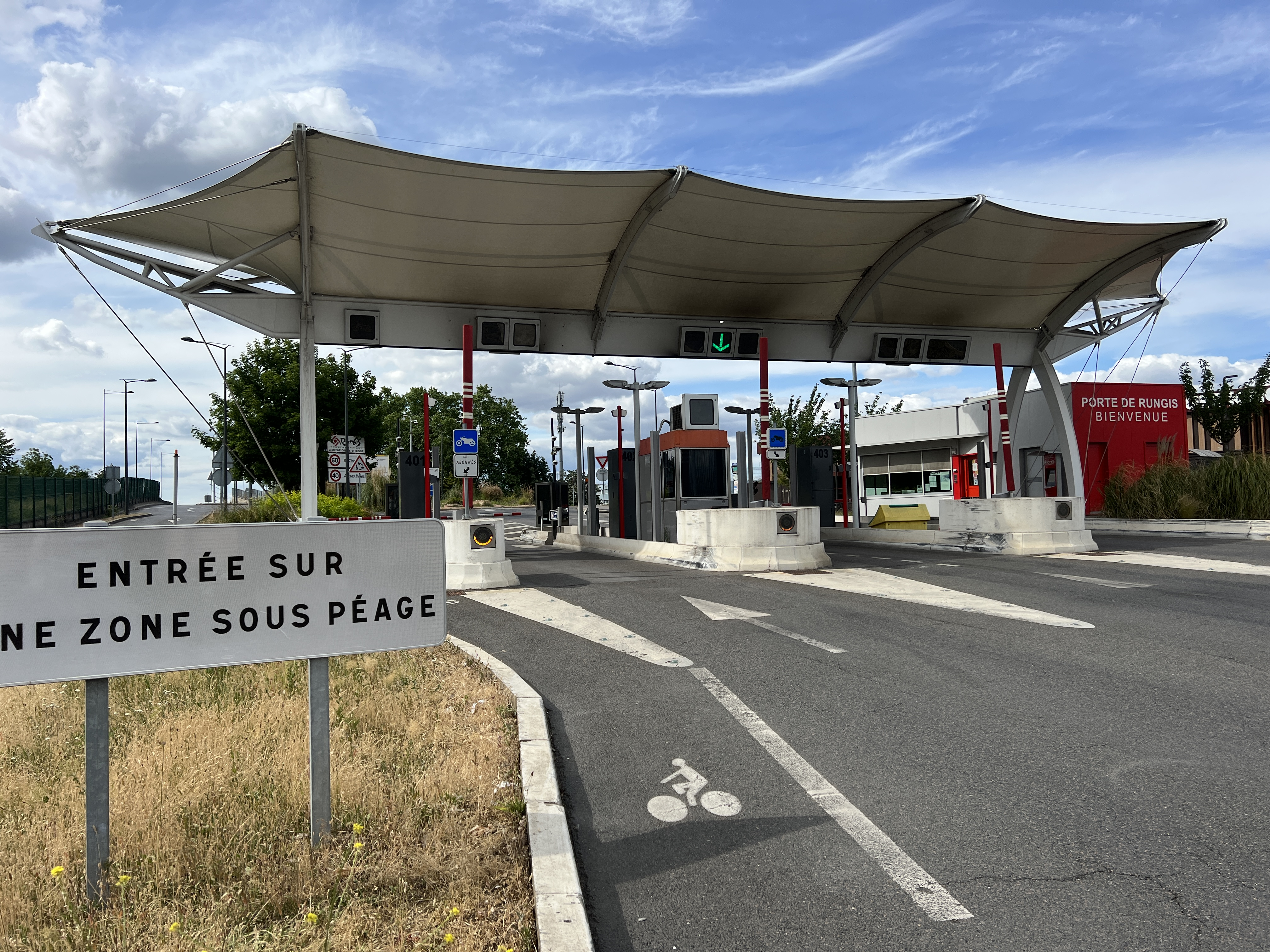
Porte de Rungis.
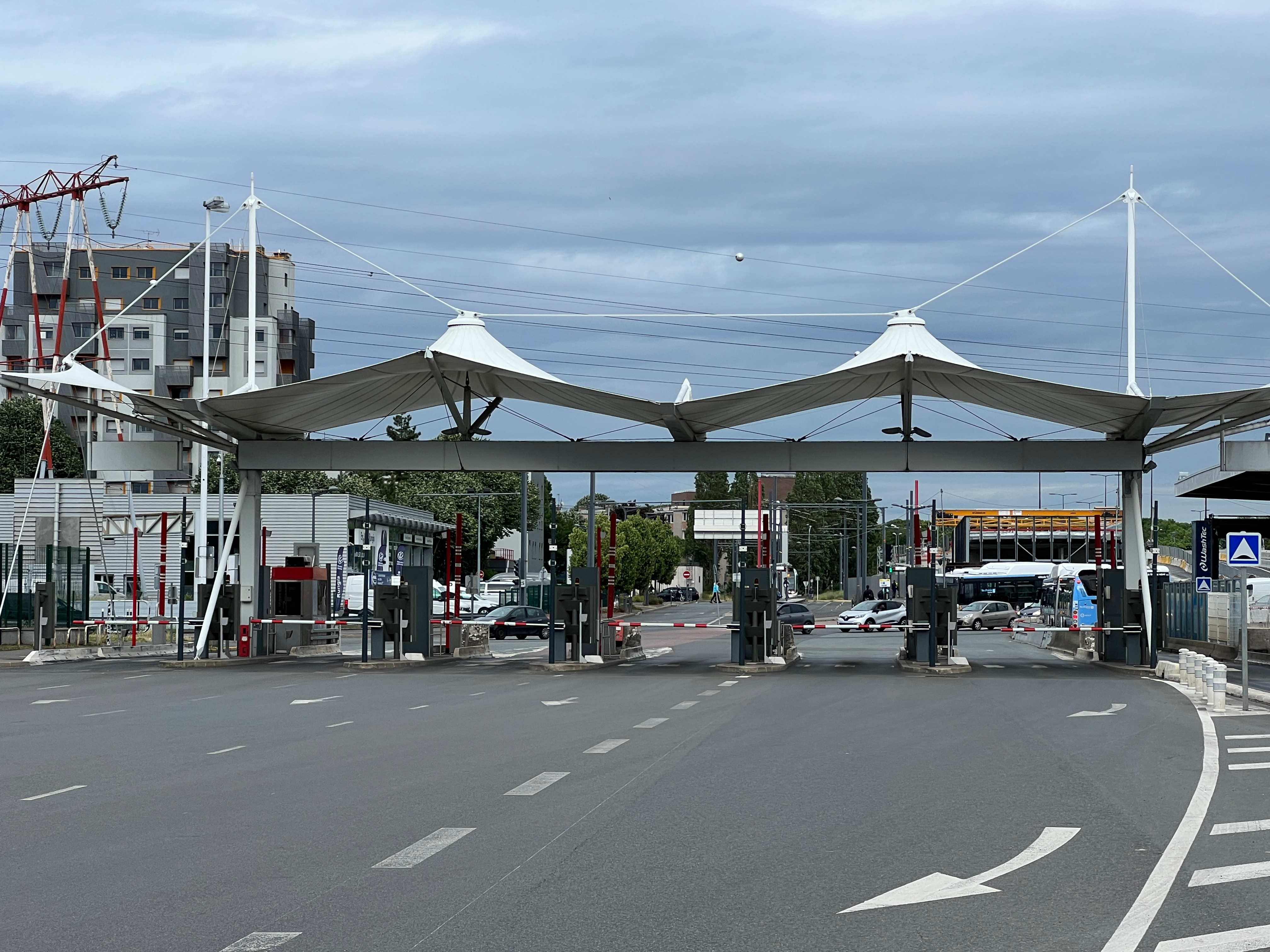
Porte de Thiais.
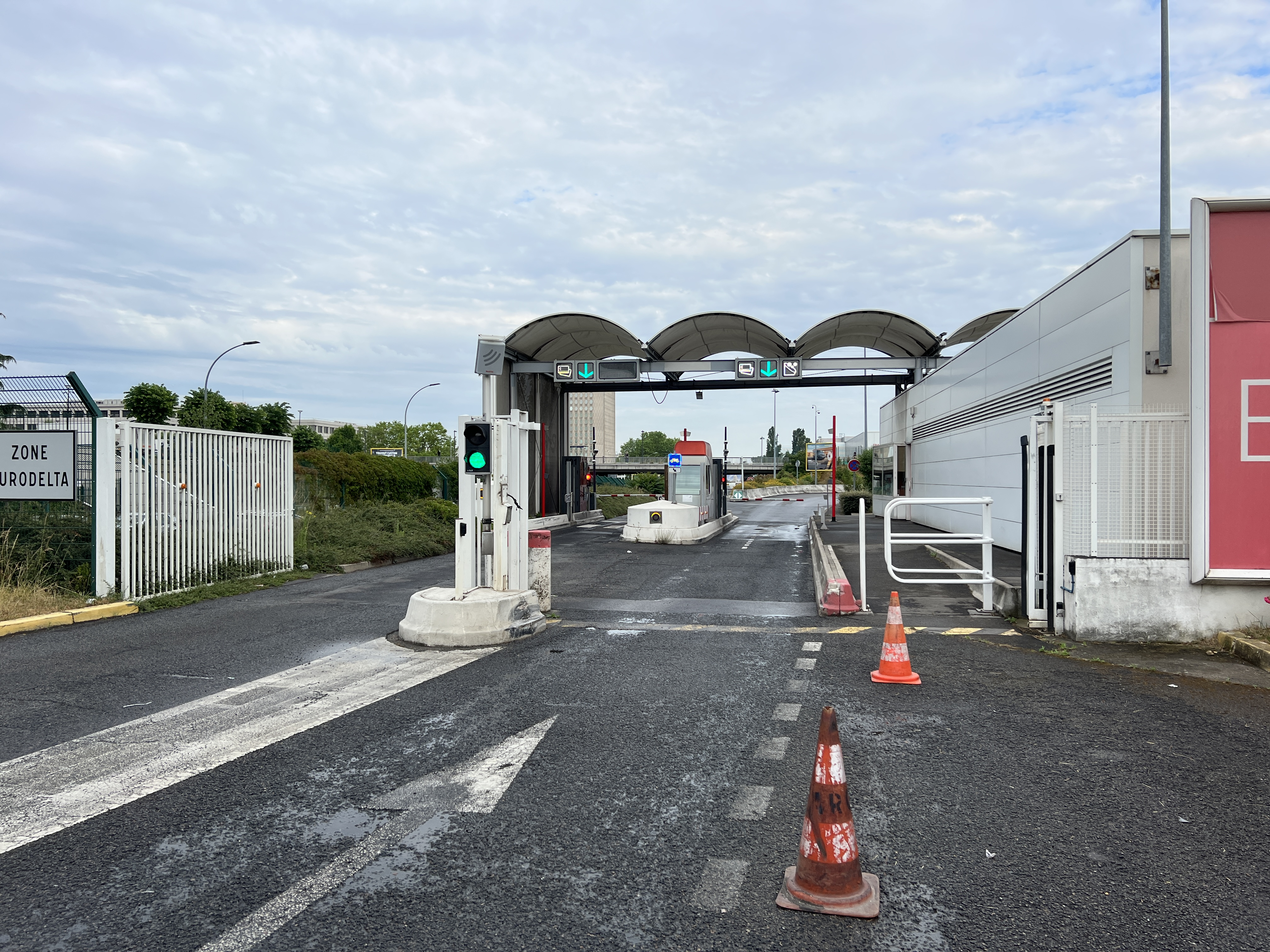
Porte du Delta, Chevilly-Larue.
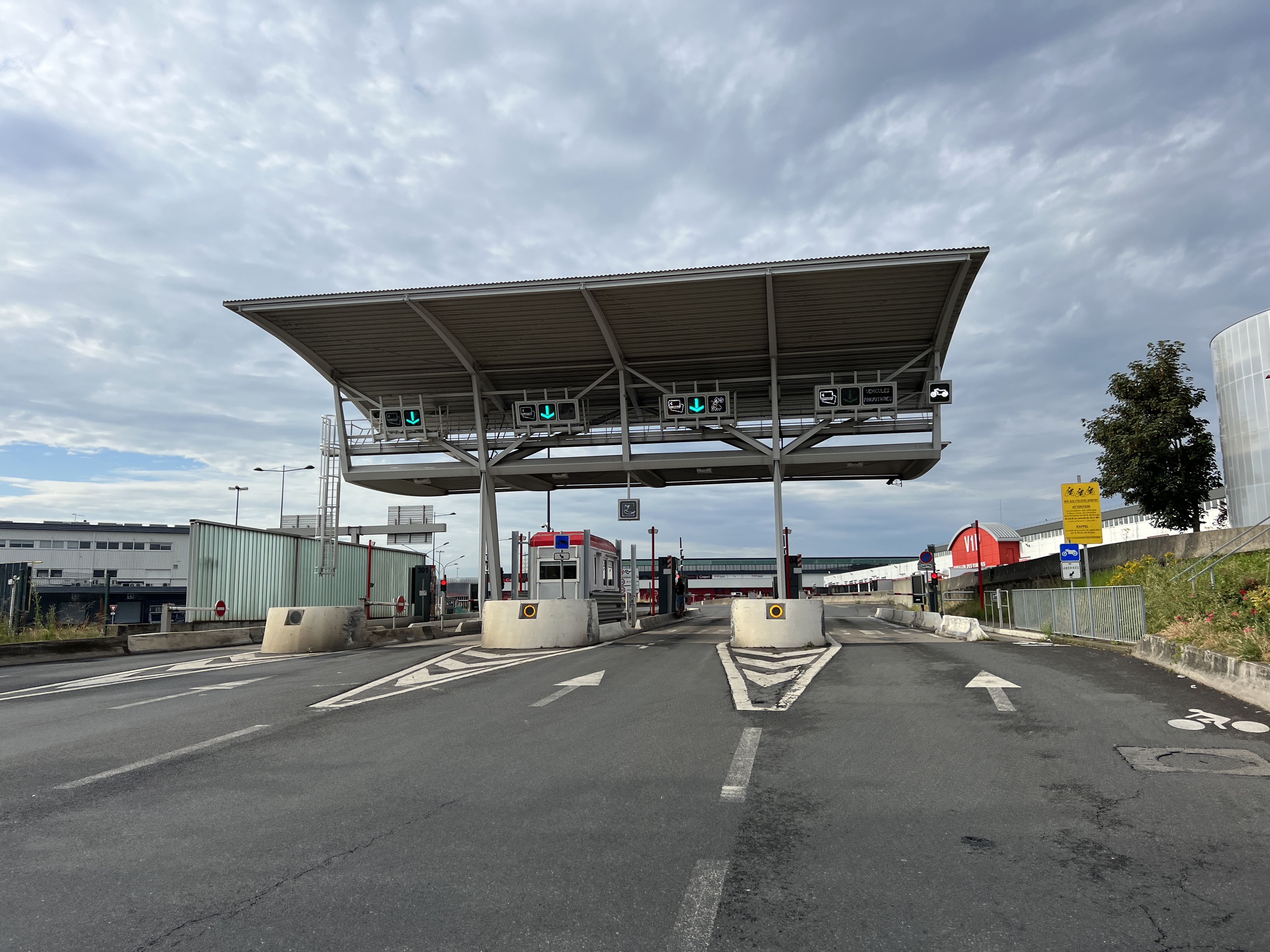
Porte de Paray-Vieille-Poste.

## Évolutions futures
Le célèbre marché au frais, ayant vu le jour au temps du général de Gaulle, doit s'adapter à la révolution numérique. Si celle-ci permet d'optimiser la logistique des approvisionnements, elle tend également à l'émergence du commerce en ligne, ou encore à l'intermédiation des GAFA pouvant avoir un impact considérable sur le marché B2B de Rungis.
En février 2022, le marché de Rungis signe un partenariat avec GAG Ghassan Aboud Group, filiale du port d'Abou Dabi, pour la création d'un hub agro-logistique entre la France et les Émirats arabes unis.

## Secteurs

### Fruits et légumes

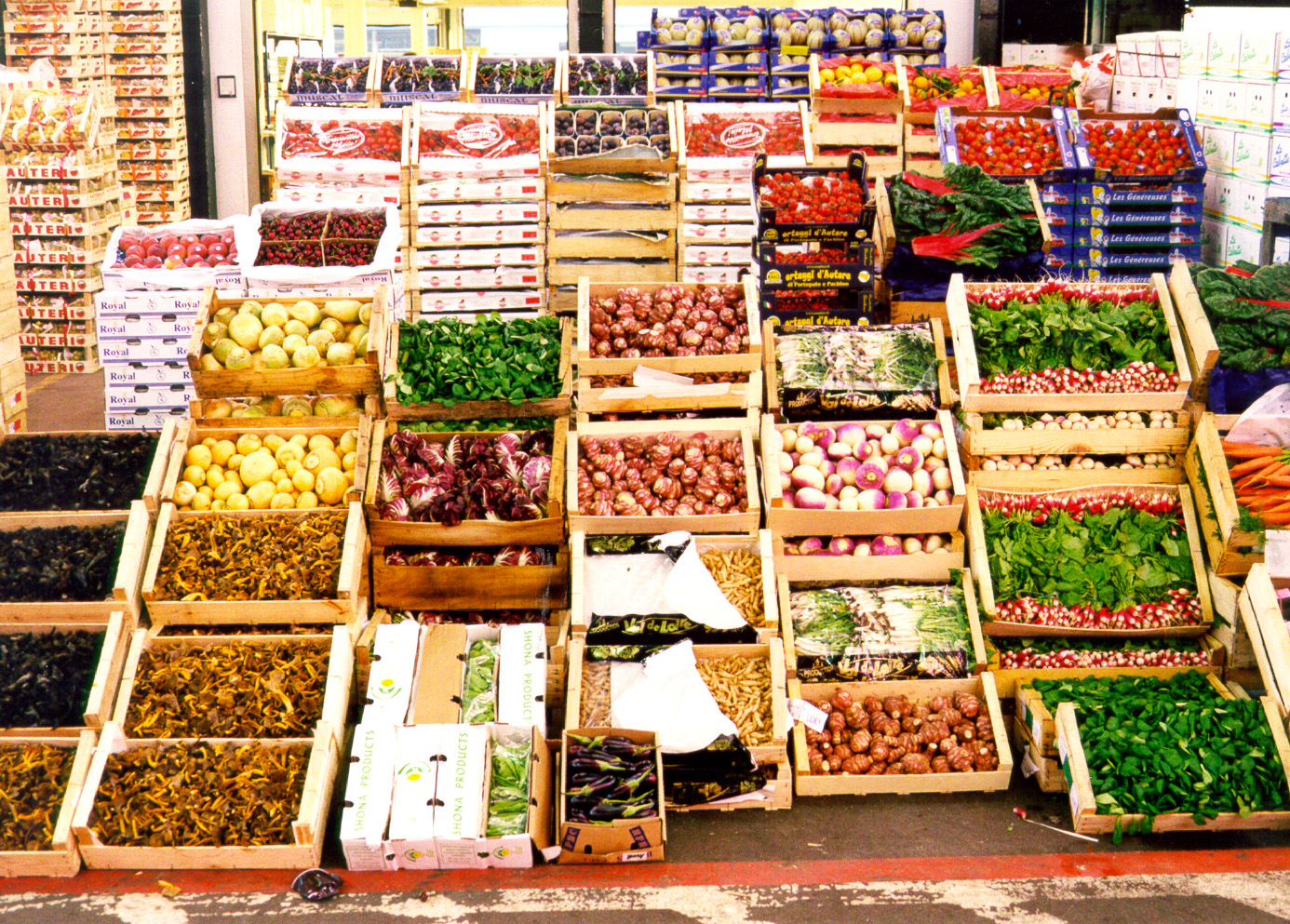
Étal au secteur fruits et légumes.

Le secteur des fruits et légumes est le plus grand secteur du marché de Rungis au regard de la surface occupée. Il comporte :
- 9 pavillons de vente ;
- un carreau des producteurs d’Île-de-France ;
- des entrepôts logistiques ;
- des bâtiments destinés aux accessoiristes.

### Produits carnés

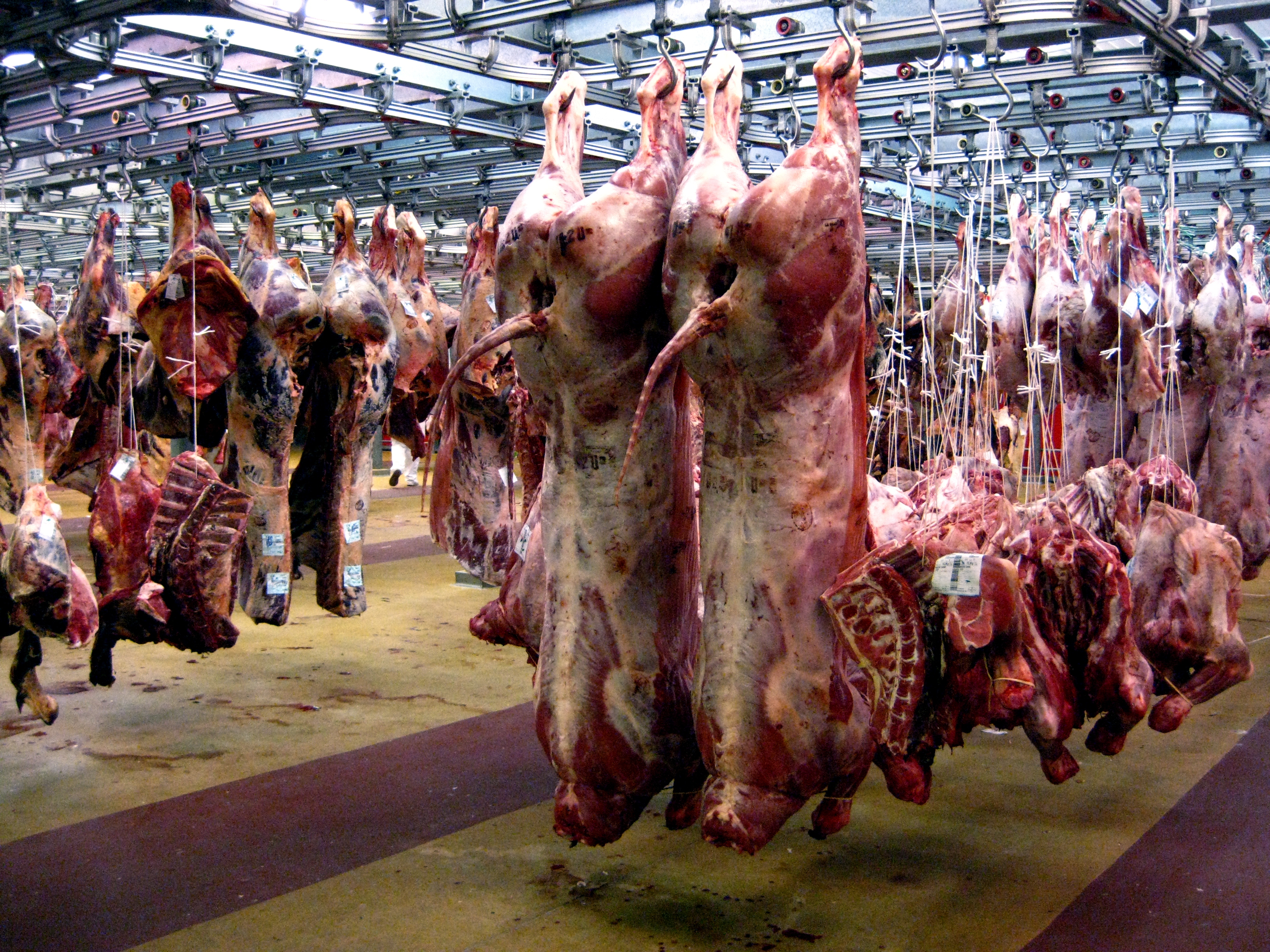
Carcasses bovines au secteur des produits carnés.

Les produits carnés ont rejoint le marché de Rungis en 1973, soit 4 ans après son ouverture.
Le secteur regroupe aujourd'hui :
- 1 pavillon pour la viande de boucherie ;
- 2 pavillons pour la viande de porc ;
- 1 pavillon pour la volaille et le gibier ;
- 1 pavillon pour la triperie ;
- 8 entrepôts ;
- 4 bâtiments accessoiristes.

### Produits de la marée

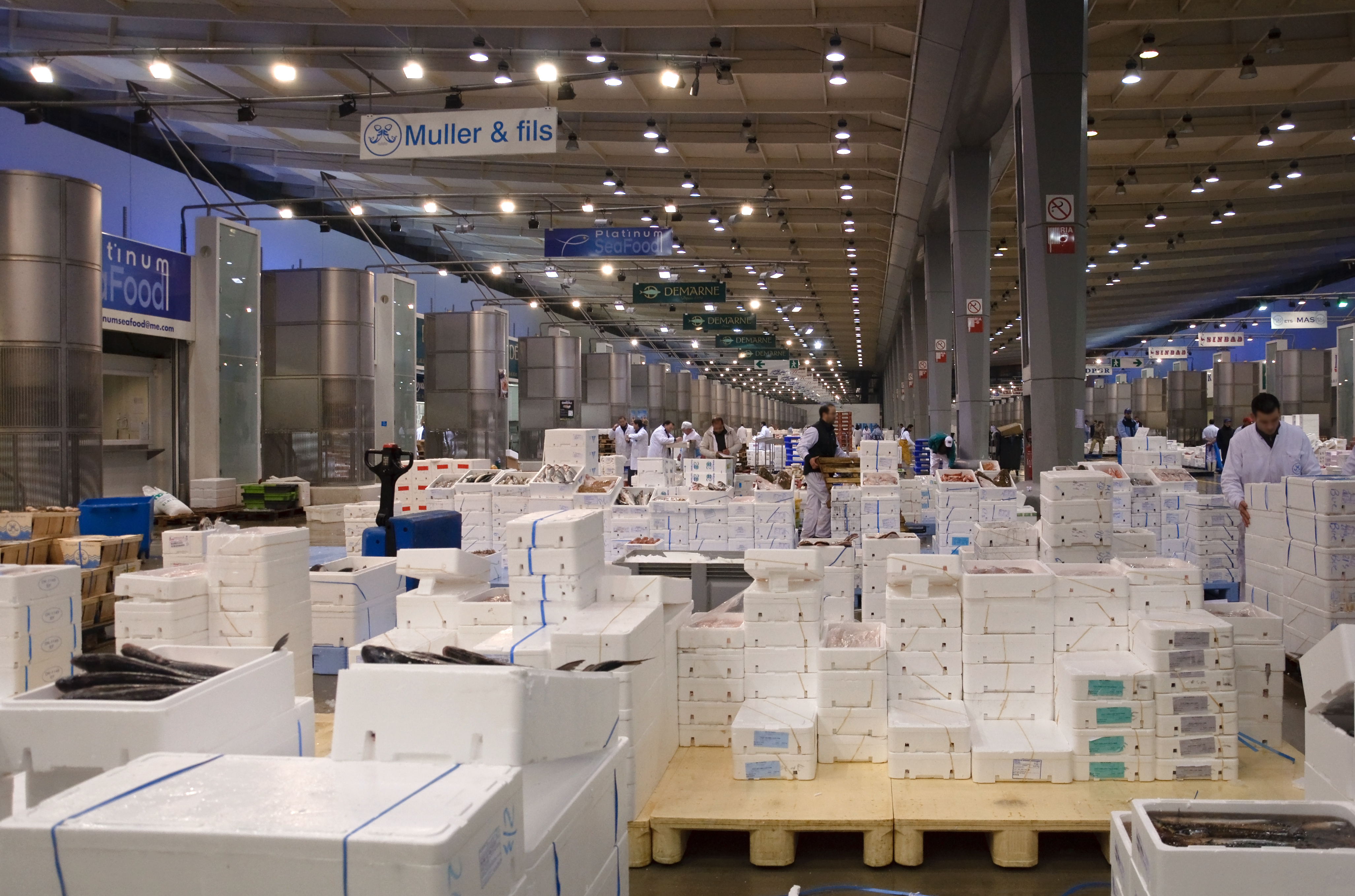
Emballages en polystyrène au secteur des produits de la marée.

Le secteur de la marée, ou secteur des produits de la mer et d'eau douce, comporte :
- 1 pavillon principal, destiné à la vente ;
- 1 pavillon destiné à la vente d'accessoires ;
- 3 entrepôts ;
- 1 tour à glace pour le conditionnement des produits de la marée. Les services vétérinaires font des contrôles chaque nuit.

Ils émettent des recommandations à propos de la fraîcheur du poisson.
Ils vérifient l'absence de produits non liés à la marée (cigarette, sandwiches).

### Produits laitiers et gastronomie

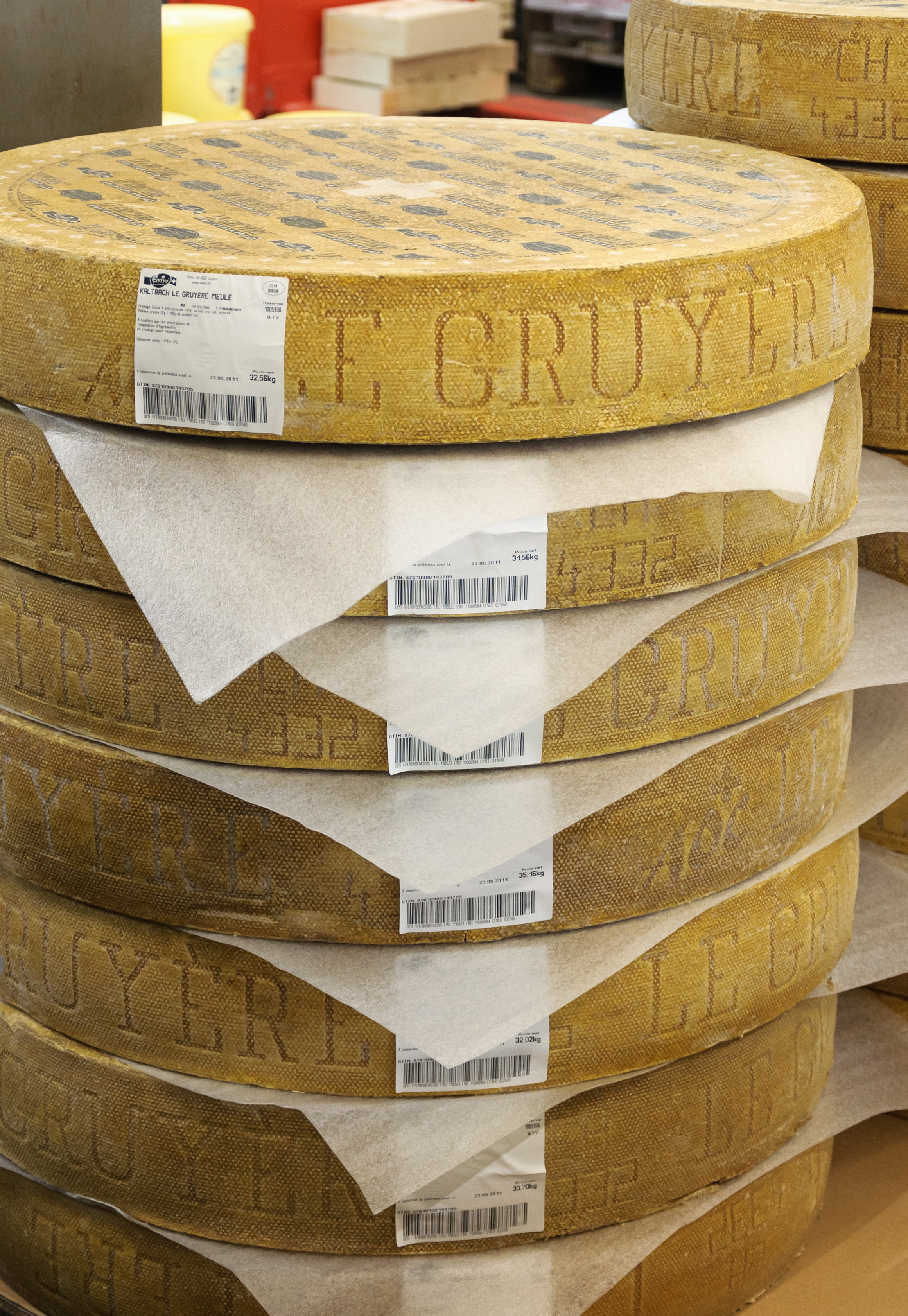
Meules de gruyère suisse.

Le secteur des produits laitiers et de la gastronomie regroupe aujourd'hui 7 pavillons et 4 bâtiments dont :
- 2 pavillons laitiers ;
- 4 pavillons traiteurs ;
- 1 pavillon bio depuis 2016.

### Horticulture et décoration
Le marché de Rungis ne propose pas uniquement des produits alimentaires. Il dispose également d'un large choix de fleurs coupées, de plantes en pot et d'accessoires de décoration et d'emballage.
Le secteur horticulture et décoration se compose de :
- 1 pavillon climatisé destiné aux fleurs coupées et aux feuillages ;
- 3 bâtiments chauffés pour les plantes en pot ;
- 2 serres ;
- 5 bâtiments mixtes pour les plantes et les accessoires.

## Vocabulaire
Un jargon professionnel existe sur les grands marchés professionnels, ainsi :
- les « casseurs » (aussi appelés « requins ») achètent à prix cassés les produits que personne d'autre ne veut acheter (problème de fraîcheur, ou non correspondance à la standardisation des marchés).
- les « forts » sont chargés de la gestion des espaces et bénéficient d'une commission élastique pour le placement des commerçants.
- les « gardeuses » sont les personnes qui jettent un œil sur les marchandises des commerçants durant l'approvisionnement de leurs étals[5].

## Gestion des déchets
Tous les jours plusieurs tonnes de produits invendables ou n'ayant pas trouvé preneur sont récupérées puis envoyées au centre de tri des déchets du marché, où elles deviendront du compost. Pour pallier cela, une association a ouvert ses portes à Rungis en 2010. Elle récupère des produits de bonne qualité mais n'ayant pas trouvé acheteur, les trie et les envoie aux associations caritatives d'Île-de-France.
La collecte et le tri sélectif sont effectués à l'intérieur de Rungis par une entreprise affectée au marché. On y traite :
- les plastiques et cartons ;
- les produits avariés ;
- les produits consommables (pour des associations caritatives).

Chaque jour, 400 à 500 tonnes de déchets sont collectés par la firme Segex puis déversées dans les immenses fourneaux d'une usine d'incinération. Cette dernière permet de produire assez de calories pour fournir du chauffage au marché en lui-même, mais aussi à l'aéroport d'Orly tout proche, grâce à un système d'eau chauffée au sein de l'incinérateur, puis acheminée par des conduits spécifiques, qui filent le long de l'autoroute A106. Ce type de chauffage permet à l'aéroport de faire jusqu'à 10 à 20 % d'économies d'énergie.

## Accès
Le marché international de Rungis est desservi par le bus TVM (qui relie la gare de Saint-Maur - Créteil à celle de la Croix de Berny), par les lignes 183, 192, 216, 319 et 396 du réseau de bus RATP ainsi que par la ligne 4121 du réseau de bus Val d'Yerres Val de Seine, et de la ligne Express 9112 du réseau de bus Évry Centre Essonne.
Depuis le 16 novembre 2013, il est aussi desservi par le Tramway T7 depuis la station Porte de Thiais (renommé Chevilly-Larue - Marché International). L'accueil tout public est situé au 1 rue de la Tour à Rungis.
Depuis le 24 juin 2024, il est desservi par la station Chevilly-Larue de la ligne 14 du métro de Paris.

## Prix de Paris international de vitesse
Le 22 octobre 1972, le MCF (Motocycle club de France) et l'ASMM (Association sportive motocycliste de Magny-Cours) organisèrent une course de moto sur un circuit tracé dans les allées des Halles de Rungis. Ce « Prix de Paris international de vitesse » souhaitait attirer les plus grands pilotes du monde. Effectivement, hormis Saarinen ou Gould, la plupart des animateurs des Grands Prix étaient présent, y compris Agostini sur MV Agusta et Read sur Norton.
- La course des 250 cm3 a été remportée par Renzo Pasolini devant Olivier Chevallier sur la Yamaha de Saarinen et Kent Andersson.
- La Formule libre a été disputée en deux manches qualificatives remportées l'une par Kent Andersson, l'autre par Barry Sheene et une finale gagné par Kent Andersson devant Renzo Pasolini et Christian Bourgeois qui, lui aussi, disposait d'une Yamaha d'usine.
- Chris Vincent remporte la course des side-cars devant Siegfried Schauzu (de) et George O'Dell (en).

La date tardive entraînant un temps médiocre, le public fut peu nombreux et l'affaire se révèlera un fiasco financier qui n'aura pas de suite.
En marge de cette compétition, un incendie dans le paddock provoqua la mort du pilote britannique et champion du monde de vitesse moto, Dave Simmonds.